# 藤咲碧羽
藤咲 碧羽（ふじさき みう、2007年6月24日 - ）は、日本の歌手、俳優、タレントであり、男女混合グループONE LOVE ONE HEARTのメンバーである。
神奈川県出身。スターダストプロモーション第三事業部所属。

## 略歴
2020年、中学1年生だった藤咲碧羽が原宿で友達と一緒に遊んでいたときにスカウトを受けたことがきっかけとなりスターダストプロモーションに入所した。
2020年冬から実施されていたスターダストプロモーションとエイベックスによる初の合同プロジェクトとして性別の枠を超えた「次世代進化系プロジェクト」オーディションを事務所から紹介され受けた結果、2021年8月に合格を果たし、男性5人・女性5人の新グループの一員として選抜された。
2021年10月17日に開催されたイベント「女・組長祭2021」及び同年12月18日に開催されたイベント「ALTERNATIVE MUSIC EXPRESS vol.3」に3人組ユニット瑠莉羽（飯塚瑠乃・佐々木杏莉・藤咲碧羽）の一員として出演した。
2022年1月28日、スターダストプロモーションとエイベックスによる「次世代進化系プロジェクト」オーディション合格者により結成された男女混合グループONE LOVE ONE HEARTの結成メンバーに選出された。同日YouTubeにて公開されたONE LOVE ONE HEART初の動画となるStarting Dance Video「YOUTH」にてお披露目となった。
2024年1月28日に放送された学園バラエティ番組『超無敵クラス』（日本テレビ）に超無敵クラスの一員「みう」として初出演を果たした。以降、当番組に不定期レギュラーとして出演し、2025年3月30日に放送された最終回にも出演した。
2024年3月10日に放送された『THEカラオケ★バトル』（テレビ東京系列）に挑戦者として出演し、Superfly「タマシイレボリューション」を歌唱した。
2024年7月21日放送の『超無敵クラス』内のコーナー「第4弾 ノーリアクションチャレンジ」で優勝したことにより、2024年7月25日放送の『あなたはこの衝撃に耐えられる?ワールドドキドキビデオ』（日本テレビ系列）に出演した。
2024年夏ごろから『超無敵クラス』での藤咲碧羽のリアクションやコメントしている場面を切り抜いた動画、所属グループONE LOVE ONE HEARTが2024年1月17日に発売した2ndアルバム『愛せ、至極散々な僕らの日を』の表題曲「愛せ、至極散々な僕らの日を」のライブパフォーマンスにおける藤咲碧羽の歌唱シーンなどがTikTokを中心にSNS上で話題となり藤咲碧羽のSNSフォロワー数が急増した。
2025年4月1日よりラジオ番組『60TRY部』（ラジオ日本）内の火曜レギュラーコーナー「藤咲碧羽のTry Everything！」が開始された。

## 人物・エピソード
- 趣味はバスケットボール・ハモリの研究・ギター、特技は猫の鳴き真似である[1][18]。
- 座右の銘はTry Everythingである[19]。
- スカウトを受けた中学1年生の時はバスケットボール部（バスケ部）に所属していたが、部活の練習がハードなこともあり芸能活動を始めるタイミングでバスケ部を退部した。『超無敵クラス』（日本テレビ）出演時にはバスケ部所属時に「試合で味方をガード（ディフェンス）していた」というエピソードを披露した[2]。
- 勉強は結構好きであり、中学受験経験者である[2]。
- 日常会話レベルの英語を話せる[1]。
- 小学生の頃は父親の影響で『グレイテスト・ショーマン』、『ディセンダント』などのミュージカル映画の洋楽を好んで歌っていた。当時は英語の意味をあまり理解しておらず、英語の意味を調べて歌っていた[2]。
- スターダストプロモーションのスカウトを受けた前日にはエイベックスからもスカウトを受けていた[2]。
- 所属グループONE LOVE ONE HEART結成メンバー10人の中で唯一グループ所属歴がないメンバーである[注 1]。
- ダンスはONE LOVE ONE HEARTに所属してから始めた[2]。
- スターダストプロモーションの女性アイドルセクションSTAR PLANET所属[注 2]アイドルの中では桜井えま（私立恵比寿中学）と特に仲が良い[20][21]。
- STAR PLANET所属アイドルでは桜井えま（私立恵比寿中学）[20]、鈴木萌花（AMEFURASSHI）[22]、菅田愛貴（超ときめき♡宣伝部）[23]らが藤咲碧羽の推しであることを公言している。
- 2024年11月時点において、ONE LOVE ONE HEARTメンバーの中でTikTok、InstagramなどのSNSフォロワー数が一番多かった。2024年11月22日・23日に横浜BUNTAIにて開催されたONE LOVE ONE HEARTを含むスターダストプロモーション所属の女性アイドル、女性アーティストが数多く出演するライブイベントSTARDUST THE PARTY 2024では各グループのSNSフォロワーの合計数が多いメンバーが選出された「SNS選抜（仮）」[24]によるユニット「Sugar NonSugar」の一員[注 3]として「だから褒めて♡」を初披露した[25][26]。
- STARDUST THE PARTY 2024に出演するにあたり、2024年11月23日昼公演にてMBTI型別のユニットを作る関係で事前にMBTI診断をした結果、ENFP（広報運動家型）であった[27]。

## 評価
- 『超無敵クラス』（日本テレビ）で藤咲碧羽と共演していた指原莉乃は2024年7月25日放送の『あなたはこの衝撃に耐えられる?ワールドドキドキビデオ』（日本テレビ系列）内にて藤咲碧羽のことを「キュートとクレイジーの狭間にいる子」と評した[2]。
- 音楽情報ラジオ番組『MUSIClock』（interfm）のメインパーソナリティでもある山崎あみは自身の連載コラムの中で藤咲碧羽について「ラブワンの代表曲「愛せ、至極散々な僕らの日を」をお聴きになってみてください。冒頭、藤咲さんの瞬発力、透明感、伸びのある歌声に耳を奪われるのではないでしょうか。ラブワンは激しめのダンスをしながら歌うことが多いのですが、藤咲さんは声の伸び、揺れ、抜き、がなりまで、細かく使い分けています。」「話すリズムには独特の緩急があり、何と言ってもきゅるんきゅるんで愛くるしいお顔立ち、表情もとっても豊かなので、見ていて飽きることがありません。」「予測不能で愉快な藤咲さんがいれば、みんなが平和になるんじゃないかと思うほど。私は近頃、藤咲さんの動画をずっと見ています。こんなにもキャラクターが面白く、ビジュアルがすてきで、人の心を動かす歌声を兼ね備えた日本の若手アーティストは、数少ない気がします。たくさんの人に知られてほしいです。」とアーティストとしての歌唱力の高さとタレントとしてのビジュアルの良さや天然なキャラクターについて「逸材」と高く評価している[28]。

## 出演
※ 所属グループONE LOVE ONE HEARTとしての出演および作品は「ONE LOVE ONE HEART」を参照。

### テレビ
- 超無敵クラス（2024年1月28日[9] - 2025年3月30日[11]、日本テレビ） - 超無敵クラスの一員「みう」として不定期レギュラー[2]
- THEカラオケ★バトル（2024年3月10日、テレビ東京系列） - 挑戦者としてSuperfly「タマシイレボリューション」を歌唱した[12][13]。
- あなたはこの衝撃に耐えられる?ワールドドキドキビデオ（2024年7月25日、日本テレビ系列） - 2024年7月21日放送の『超無敵クラス』内のコーナー「第4弾 ノーリアクションチャレンジ」で優勝したことによる出演[14][15]。
- THE突破ファイル（2024年10月24日（VTR）[29][注 4]、2025年4月17日（VTR）[30][注 5]、7月17日（VTR）[31][注 6]、日本テレビ系列）
- ガリベンチャーV（テレビ朝日系列）
  - 「ホリケンのみんなともだち」（2025年1月22日深夜[32]、4月16日深夜[33]）

### WEBドラマ
- キミの青春へ、恋へ、エール（2023年2月9日配信開始、Popteen公式TikTok） - PopteenとKDDIのサブブランドUQ mobileの「UQ親子応援割」がコラボした恋愛ショートドラマ[34]
- 僕らのロードムービー（2024年9月24日配信開始、BUMP (ショートドラマアプリ)） - 主演：美玖 役[35][36]

### ラジオ
- 60TRY部（ラジオ日本）
  - ゲスト出演（2023年12月27日[37]、2024年1月24日[38]、2025年1月15日[39]、3月25日[40]、7月18日[41]、8月19日[42]）
  - 番組内コーナー「藤咲碧羽のTry Everything！」（2025年4月1日[17] - ） - 火曜レギュラーコーナー
- 超ときめき♡STYLE（2024年1月14日[43]、21日[44]、ニッポン放送）

### CM
- 花王「メリット」 - 「夢中の汗」篇（2023年6月10日 - すでに終了）[45][1]

### WEBCM
- イグニス イオ「トーンアップ ボディミルク」 - スペシャルムービー（2023年3月31日 - すでに終了）[46][47][1]

### 広告
- 建設業労働災害防止協会
  - 「墜落・転落災害撲滅キャンペーン」ポスター（2025年）[48]
  - 「全国労働衛生週間」ポスター（2025年）[49]

### 雑誌
- EX大衆 2025年4月号（2025年3月17日発売、双葉社） - 特集記事「ブレイクガール2025」[50]
- BOMB 2025年6月号（2025年5月9日発売、ワン・パブリッシング） - 「BOMB meets GIRL」[51][52][53]

### WEBメディア
- ELLEgirl - 「ELLEgirl UNI」メンバー（2025年3月5日 - ）[54]
- logirl - 「Daily logirl」#201（2025年6月2日 - 6日）[55]

### 舞台
- オノマトペ Vol.1（2022年6月8日 - 12日、CBGKシブゲキ!!） - 来栖真央 役[56]
- オノマトペ Vol.2（2022年11月3日 - 6日、CBGKシブゲキ!!） - 来栖真央 役[57]

### イベント
- 女・組長祭2021（2021年10月17日、渋谷区文化総合センター大和田 さくらホール） - 3人組ユニット瑠莉羽（飯塚瑠乃・佐々木杏莉・藤咲碧羽）の一員としてオープニングアクトに出演[5]
- ALTERNATIVE MUSIC EXPRESS vol.3（2021年12月18日、山野ホール） - 3人組ユニット瑠莉羽（飯塚瑠乃・佐々木杏莉・藤咲碧羽）の一員としてオープニングアクトに出演[6]
- KANSAI COLLECTION 2025 AUTUMN & WINTER（2025年8月6日、京セラドーム大阪）[58][59]